# Acacia zanzibarica
Acacia zanzibarica là một loài thực vật có hoa trong họ Đậu. Loài này được (S.Moore) Taub. miêu tả khoa học đầu tiên.